# Pernis ptilorhynchus
El abejero oriental o halcón abejero oriental (Pernis ptilorhynchus) es un especie de ave rapaz de la familia Accipitridae propia de Asia.

## Descripción

Diagrama del vuelo nupcial de las especies de Pernis

Mide entre 52 y 68 cm de largo, tiene una envergadura de 130 a 150 cm y un peso de 750 a 1500 g. Carece de protuberancia ósea por encima de los ojos (cresta supraorbital) de modo que la cabeza parece similar a la de una paloma. En comparación con el abejero europeo (Pernis apivorus), tiene las alas más amplias, la cola más corta y carece de manchas oscuras en la parte inferior de las alas.
Debido a las patas cortas, cuando se posa en el suelo mantiene una postura horizontal. El plumaje presenta varios morfos, pero las variaciones en el color del cuerpo y las coberteras alares inferiores son idénticas en los machos y hembras adultas y en los jóvenes, en cualquier caso, la edad y el sexo se determina fácilmente por el color de los ojos, la cera, la cara y el grado de negro en las primarias externas. El color del plumaje del cuerpo es uniforme y varía entre blanco, crema, marrón claro, rojizo, marrón oscuro y negro, con muchos colores intermedios. En las partes inferiores, los adultos tienen una cantidad variable de finas estrías, manchas o amplia barras oscuras o una combinación de ambas, las aves jóvenes solamente tienen amplias estrías oscuras. Los adultos tienen la cera de color gris oscuro, en los jóvenes es de color amarillo. La hembra es ligeramente más grande que el macho.

## Distribución
Se reproduce en Asia, desde el centro de Siberia al este de Japón. Toda la población del noreste es migratoria, la mayoría se mueve al sur de la región de Asia Sudoriental. La población de la India subcontinental es sedentaria, con algunos movimientos de norte a sur durante el invierno. Es vagabundo raro en el Paleártico occidental, con pocos informes recientes en Turquía, Egipto, Israel, Arabia Saudita y en el sur de Italia.
Vive en zonas boscosas, y casi siempre pasa desapercibido, excepto en la primavera, cuando el macho realiza vuelos nupciales descendiendo y subiendo varias veces. Posteriormente, a la altura de la ascensión, se cierne durante unos segundos y golpea sus alas en la espalda dos o tres veces en sucesión rápida. Este tipo de vuelo es característico de las especies del género Pernis.

## Biología
Se alimenta principalmente de larvas, pupas y adultos de varias especies de avispas y abejas, aunque a veces también se alimenta de otros insectos, reptiles y anfibios, pequeños mamíferos y pichones y huevos de otras aves, así como de algunas frutas y bayas.

## Subespecies
Se reconocen seis subespecies:
- Pernis ptilorhynchus orientalis Taczanowski, 1891– desde el sur de Siberia al noreste de China y Japón;
- Pernis ptilorhynchus palawanensis Stresemann, 1940– en Palawan y Calauit;
- Pernis ptilorhynchus philippensis Mayr, 1939– norte y este de las Filipinas;
- Pernis ptilorhynchus ptilorhynchus (Temminck, 1821)– en la isla de Java;
- Pernis ptilorhynchus ruficollis Lesson, 1830– desde la India y Sri Lanka a Birmania, Vietnam y el suroeste de China;
- Pernis ptilorhynchus torquatus Lesson, 1830– en la península de Malaca, Sumatra y Borneo.